# Cinématique du point
La cinématique du point est l'étude du mouvement d'un point matériel indépendamment des causes de ce mouvement. Elle permet d'étudier les relations entre les paramètres permettant de décrire le mouvement (position, vitesse, accélération...) et leurs expressions ou transformations dans divers systèmes de coordonnées ou en cas de changement de référentiel.
Elle constitue un sous-domaine de la cinématique, restreinte au seul point matériel, qui est elle-même une branche de la mécanique. Si étudier le mouvement d'un corps indépendamment de ses causes peut paraître artificiel, les concepts et outils de la cinématique du point sont en fait indispensables pour aborder les autres branches de la mécanique. De fait, elle constitue le plus souvent les premiers chapitres des cours de mécanique du point, avant la dynamique ou l'énergétique.

## Concepts fondamentaux de la cinématique du point matériel
La cinématique du point permet d'introduire les concepts fondamentaux permettant de décrire le mouvement d'un corps matériel, en commençant par le cas le plus simple, celui du point matériel.

### Notion de point matériel
La notion de point matériel (en anglais point particle) correspond à une idéalisation: on considère que le corps matériel dont on veut décrire le mouvement se réduit à un point géométrique (noté M), auquel on associe la masse m de ce corps (ainsi que sa charge électrique q, le cas échéant). En fait, ce modèle revient à s'abstraire de la forme géométrique du corps, de la répartition en son sein de sa masse ou de sa charge électrique, etc. Le seul paramètre mécanique conservé est celui de masse, qui en fait n'intervient pas en cinématique dans la mesure où la question des causes du mouvement ne se pose pas.
Cette approximation, qui peut sembler très sommaire, peut pourtant être utilisée dans deux cas très importants en pratique:
- si les dimensions du corps matériel "réel" sont très petites devant la distance parcourue au cours du mouvement: ainsi le mouvement de révolution dans le référentiel héliocentrique de la Terre (ou des autres planètes) peut être correctement décrit en assimilant cette dernière à un point matériel, puisque le diamètre de la Terre (12 000 km environ) est très petit devant la distance parcourue au cours de son mouvement (près de 1 milliard de km).
- pour décrire le mouvement "d'ensemble" d'un système matériel "étendu", comme un solide, que l'on ne peut assimiler à un point matériel, mais dont le mouvement peut se décomposer en celui d'un point matériel matériel particulier, le centre d'inertie, affecté de la masse totale du solide, et le mouvement propre, par rapport à un référentiel lié au centre d'inertie. Par exemple, un ballon de rugby lancé pour marquer un but: son centre d'inertie va décrire une courbe assez simple, proche d'un arc de parabole, tandis que le plus souvent le ballon possède en général un mouvement de rotation complexe pendant ce mouvement.

### Référentiel, repère d'espace, repère de temps ou horloge
Le mouvement a un caractère relatif : avant de pouvoir le décrire il faut donc préciser "par rapport à quoi" on considère le déplacement du point matériel, c’est-à-dire le référentiel d'étude.
Par définition, un référentiel est la donnée d'un corps matériel, réel ou imaginaire, dit parfois solide de référence, par hypothèse considéré comme immobile, auquel sont associés un repère d'espace, c'est-à-dire un système de coordonnées lié rigidement au solide de référence, permettant de déterminer les positions successives du point matériel étudié, et un repère de temps ou horloge.
En mécanique newtonienne, le temps en considéré comme absolu, c'est-à-dire identique dans tous les référentiels. Aussi deux "horloges" associées à deux référentiels différents auront la même marche, c'est-à-dire que le temps s'écoulera "à la même vitesse" dans chacun des deux référentiels. Toutefois, chaque horloge pourra varier par le choix de son "origine des dates", qui correspond par définition à t = 0, instant choisi comme point de départ de la mesure du temps.
Par exemple, dans l'étude du mouvement d'une personne assise dans un train en marche, il est possible de considérer deux référentiels : celui lié au rail (ou au quai de la gare, au sol...), dans lequel le voyageur est en mouvement, et celui lié au wagon dans lequel il se trouve, dans lequel il est au repos.
Cas particuliers importants de référentiels :
- référentiel terrestre local (dit parfois "du laboratoire") : il s'agit d'un référentiel lié à un point quelconque de la Terre. C'est celui qui est en général utilisé pour parler du mouvement dans la vie quotidienne. En fait, il existe une infinité de tels référentiel, et c'est par abus de langage que l'on parle du "référentiel terrestre", car en toute rigueur il conviendrait de parler du référentiel terrestre lié à tel point de la Terre. Ce type de référentiel est lié rigidement à la Terre et donc est "entraîné" avec elle dans ses mouvements de rotation propre et de révolution autour de Soleil.
- référentiel géocentrique : il s'agit d'un référentiel lié au centre d'inertie de la Terre, et auquel on associe un repère d'espace dont l'origine est en ce point et dont les axes pointent vers trois étoiles considérées comme fixes. Ce référentiel n'est pas lié rigidement à la Terre : par rapport à celui-ci, la Terre possède un mouvement de rotation autour de l'axe des pôles d'une durée de 23 heures 56 minutes 4 secondes (rotation sidérale).
- référentiel héliocentrique (dit de Kepler) : il s'agit d'un référentiel lié au centre d'inertie du Soleil, le repère d'espace associé de même origine ayant là aussi ses axes pointant vers trois étoiles considérées comme immobiles. Par rapport à ce référentiel, la Terre, assimilée à un point matériel, possède un mouvement de révolution, décrivant avec une très grande approximation une ellipse, de période 365,26 jours.
- référentiel de Copernic : il s'agit d'un référentiel lié au centre de masse du système solaire, dont les axes du repères d'espace sont parallèles à celui du référentiel de Kepler.

### Description du mouvement du point matériel

#### Vecteur position et trajectoire
Étant donné un référentiel donné, noté (R), dont le repère d'espace a pour origine un point O, et par rapport auquel on étudie le mouvement du point matériel M, la position de ce point à un instant t quelconque est donnée par le vecteur position :
{\displaystyle {\vec {r}}={\vec {r}}_{M/(R)}\left(t\right)={\overrightarrow {OM}}}, (1).
La notation détaillée {\displaystyle {\vec {r}}_{M/(R)}}, n'est utile que lorsqu'il peut y avoir ambiguïté sur le point matériel considéré et/ou le référentiel d'étude, seule la notation simplifiée {\displaystyle {\vec {r}}} est utilisée en général.
Le vecteur position varie au cours du mouvement et l'ensemble des positions successives au cours du temps de son extrémité M forme une courbe appelée trajectoire du point matériel M. La forme de la trajectoire dépend du référentiel d'étude.
En utilisant pour le repère d'espace les coordonnées cartésiennes, de base orthonormale associée {\displaystyle ({\vec {e}}_{x},{\vec {e}}_{y},{\vec {e}}_{z})} le vecteur position {\displaystyle {\vec {r}}} se décompose en ses composantes {\displaystyle {\vec {r}}=x{\vec {e}}_{x}+y{\vec {e}}_{y}+z{\vec {e}}_{z}}. La données des fonctions {\displaystyle x=f(t),y=g(t),z=h(t)} constitue les équations horaires du mouvement. Celles-ci peuvent être obtenues par intégration des équations du mouvement, que ce soit sous forme analytique ou numérique.
L'équation de la trajectoire s'obtient en éliminant t entre les différentes équations horaires, ce qui n'est pas toujours en pratique possible.

#### Trièdre de Serret-Frenet - Description intrinsèque
Il est intéressant d'introduire un repère spécifique, appelé trièdre de Serret-Frenet (ou repère de Frenet) permettant d'exprimer de façon intrinsèque, c'est-à-dire indépendamment d'un système de coordonnées particulier, les grandeurs cinématiques que sont la vitesse et l'accélération.
Il s'agit d'un repère mobile avec le point P, position de M à un instant donné, orthonormé, de vecteurs de base {\displaystyle ({\vec {T}},{\vec {N}},{\vec {B}})}, qui sont définis à partir de considérations géométriques sur la trajectoire. En effet une trajectoire donnée peut être du point de vue de la géométrie décrite comme un arc orienté, le sens d'orientation étant celui du déplacement du point matériel.

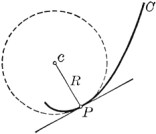
Illustration des notions de tangente, cercle osculateur, centre et rayon de courbure à une trajectoire en un point P donné de celle-ci.

En un point P donné de la trajectoire il est possible de définir les éléments suivants (cf. figure ci-contre)
- la tangente en ce point à la trajectoire: par définition le vecteur {\displaystyle {\vec {T}}} vecteur unitaire de cette tangente en P, orienté dans le sens du mouvement;
- le cercle osculateur en P à la trajectoire: il s'agit du cercle qui est le plus proche (qui représente le mieux) la courbe en P, il est unique. Son centre C et son rayon R sont respectivement le centre de courbure et rayon de courbure de la trajectoire au point P. Par définition, le vecteur de base {\displaystyle {\vec {N}}}, ou normale, est le vecteur unitaire normal à la trajectoire en P, perpendiculaire en ce point à {\displaystyle {\vec {T}}}, et orienté vers le centre de courbure C;
- le vecteur de base {\displaystyle {\vec {B}}={\vec {T}}\wedge {\vec {N}}}, ou binormale, vecteur unitaire de la direction perpendiculaire au plan du cercle osculateur en P, défini par {\displaystyle ({\vec {T}},{\vec {N}})}, et orienté de telle sorte que {\displaystyle ({\vec {T}},{\vec {N}},{\vec {B}})} soit un trièdre direct, donc {\displaystyle {\vec {B}}={\vec {T}}\wedge {\vec {N}}}. Ce vecteur a en pratique peu d'importance en cinématique.

Pour une trajectoire rectiligne, le rayon de courbure est infini en tout point de celle-ci, et le trièdre de Serret-Frenet n'est pas défini. Toutefois dans ce cas trivial, la tangente à la trajectoire a une direction confondu avec celle-ci et il est possible de définir le vecteur tangent {\displaystyle {\vec {T}}}.
Pour une trajectoire circulaire, le rayon de courbure est constant et égal au rayon de la trajectoire, le centre de courbure étant le centre du cercle représentant la trajectoire.

#### Vecteur vitesse
La vitesse moyenne entre deux positions successives M et M' du point matériel se définit comme le rapport entre la distance MM' parcourue et la durée {\displaystyle \Delta t=t'-t} entre ces deux instants. Il s'agit d'une grandeur scalaire. En considérant des instants de plus en plus rapprochés, et donc en passant à la limite {\displaystyle \Delta t\to 0}, il serait possible de définir une vitesse instantanée à l'instant t du point matériel. Toutefois cette grandeur scalaire, qui correspond à la "vitesse" (en anglais speed) de la vie courante est insuffisante en cinématique, il est préférable de définir une grandeur vectorielle appelée vecteur vitesse (en anglais velocity).
Celui-ci est par définition la dérivée temporelle du vecteur position, évaluée dans le référentiel d'étude:
{\displaystyle {\vec {v}}={\vec {v}}_{M/(R)}={\vec {v}}=\lim _{\Delta t\rightarrow 0}{\frac {\overrightarrow {MM'}}{\Delta t}}=\left({\frac {d{\vec {r}}}{dt}}\right)_{(R)}}.
Ainsi en physique la vitesse est caractérisée tant par sa valeur v (laquelle correspond à la notion courante de vitesse), que par sa direction (et son sens). Il est facile de montrer que cette dernière est celle de la tangente à la trajectoire au point M, puisqu'en vertu de la définition précédente, quand Δt → 0, l'arc de trajectoire {\textstyle {\overset {\frown }{MM'}}} tend vers la direction de la tangente en M à la trajectoire, et il en est donc de même du vecteur {\textstyle {\overrightarrow {MM'}}}, le sens du vecteur vitesse étant celui du mouvement.
En utilisant pour le repère d'espace les coordonnées cartésiennes, le vecteur vitesse {\displaystyle {\vec {v}}} se décompose en ses composantes {\displaystyle {\vec {v}}={\dot {x}}{\vec {e}}_{x}+{\dot {y}}{\vec {e}}_{y}+{\dot {z}}{\vec {e}}_{z}}, où {\displaystyle {\dot {x}}={\frac {dx}{dt}}}, etc.
La notion d'abscisse curviligne peut être introduite à ce stade pour donner une interprétation plus physique de la notion de vecteur vitesse. D'après la définition de ce dernier il vient:
{\displaystyle {\vec {dr}}={\vec {v}}dt},
qui correspond au vecteur déplacement infinitésimal pendant dt sur la trajectoire décrite par le point matériel. Sa norme {\displaystyle ds=\|{\vec {dr}}\|=\|{\vec {v}}\|dt=vdt} correspond donc à la distance parcourue pendant dt par le mobile le long de la trajectoire. Par définition l'abscisse curviligne {\displaystyle s(t)} correspond à la distance parcourue par le mobile entre une date {\displaystyle t_{0}} (et donc une position) choisie pour origine de l'abscisse et la date t, soit:
{\displaystyle s(t)=\int \limits _{t_{0}}^{t}v\,\mathrm {dt'} =\int \limits _{t_{0}}^{t}{\sqrt {\left({\dot {x}}^{2}+{\dot {y}}^{2}+{\dot {z}}^{2}\right)}}\,\mathrm {d} t}, ce qui implique {\displaystyle v={\frac {ds}{dt}}},
ainsi la valeur de la vitesse correspond bien à la notion courante de vitesse, comme variation instantanée de la distance parcourue. Cette valeur ne dépend évidemment du choix de l'origine de l'abscisse curviligne.
Dès lors, en utilisant le trièdre de Serret-Frenet, il est possible d'exprimer de façon intrinsèque le vecteur vitesse du point matériel, puisque celui-ci est nécessairement orienté selon le vecteur tangent {\displaystyle {\vec {T}}}:
{\displaystyle {\vec {v}}={\frac {ds}{dt}}{\vec {T}}=v{\vec {T}}}, avec {\displaystyle v={\frac {ds}{dt}}}.

#### Vecteur accélération
La notion courante d'accélération correspond à une augmentation de la valeur du vecteur vitesse. En mécanique, cette notion est plus générale car non seulement elle peut correspondre à une augmentation comme à une diminution de la valeur de la vitesse, mais à l'instar de celle-ci elle est généralisée sous forme vectorielle. Par définition, le vecteur accélération est la dérivée du vecteur vitesse:
{\displaystyle {\vec {a}}={\vec {a}}_{M/(R)}={\frac {d{\vec {v}}}{dt}}={\frac {d^{2}{\vec {r}}}{dt^{2}}}}.
Physiquement, le vecteur accélération décrit les variations du vecteur vitesse: or celles-ci peuvent se faire en valeur ou/et en direction. Par suite, il est possible de décomposer a priori {\displaystyle {\vec {a}}} en une composante tangentielle, donc colinéaire à {\displaystyle {\vec {v}}} et décrivant les variations de la valeur de ce vecteur, et une composante normale, perpendiculaire à {\displaystyle {\vec {v}}}, et décrivant les variations de sa direction.
De fait, d'après l'expression intrinsèque du vecteur vitesse {\displaystyle {\vec {v}}={\frac {ds}{dt}}{\vec {T}}=v{\vec {T}}} il vient:
{\displaystyle {\vec {a}}={\frac {d}{dt}}\left(v{\vec {T}}\right)={\frac {dv}{dt}}{\vec {T}}+v{\frac {d{\vec {T}}}{dt}}={\frac {dv}{dt}}{\vec {T}}+v{\frac {ds}{dt}}{\frac {d{\vec {T}}}{ds}}={\frac {dv}{dt}}{\vec {T}}+v^{2}{\frac {d{\vec {T}}}{ds}}},
or puisque {\displaystyle {\vec {T}}} est par définition unitaire, {\displaystyle {\vec {T}}^{2}=1}, ce qui implique {\displaystyle {\frac {d{\vec {T}}}{ds}}\cdot {\vec {T}}=0}.
Par suite {\displaystyle {\frac {d{\vec {T}}}{ds}}} est bien dirigé suivant une direction perpendiculaire à {\displaystyle {\vec {T}}}. Il est possible de montrer que {\displaystyle {\frac {d{\vec {T}}}{ds}}} est contenu dans le plan du cercle osculateur et dirigé vers le centre de courbure de la trajectoire en M, donc selon la normale {\displaystyle {\vec {N}}} du trièdre de Serret-Frenet, avec {\displaystyle {\frac {d{\vec {T}}}{ds}}={\frac {\vec {N}}{R}}}, R étant le rayon de courbure de la trajectoire en M.
Par suite le vecteur accélération a pour composantes intrinsèques:
{\displaystyle {\vec {a}}={\frac {dv}{dt}}{\vec {T}}+{\frac {v^{2}}{R}}{\vec {N}}={\frac {d^{2}s}{dt^{2}}}{\vec {T}}+{\frac {1}{R}}\left({\frac {ds}{dt}}\right)^{2}{\vec {N}}},
c'est-à-dire qu'il se décompose en:
- une accélération tangentielle {\displaystyle {\vec {a}}_{T}={\frac {dv}{dt}}{\vec {T}}}, colinéaire à {\displaystyle {\vec {v}}}, dont la valeur correspond à la notion courante d'accélération (ou de "décélération" si {\displaystyle {\frac {dv}{dt}}<0};
- une accélération normale {\displaystyle {\vec {a}}_{N}={\frac {v^{2}}{R}}{\vec {N}}}, qui est nulle dans le cas d'une trajectoire rectiligne pour laquelle {\displaystyle R=\infty }, et qui est d'autant plus importante que la courbe "tourne" de façon "serrée", qui existe même si le mouvement est uniforme.

Sur le plan dynamique cette composante normale se traduit par l'existence d'une force d'inertie dans le référentiel non-inertiel lié au point matériel. Elle correspond par exemple à la "force" ressentie par les passager d'un véhicule effectuant un virage serré, d'autant plus que la vitesse est importante.
En coordonnées cartésiennes, le vecteur accélération a pour composantes {\displaystyle {\vec {a}}={\dot {\dot {x}}}{\vec {e}}_{x}+{\dot {\dot {y}}}{\vec {e}}_{y}+{\dot {\dot {z}}}{\vec {e}}_{z}}.

## Description du mouvement dans divers systèmes de coordonnées

### Coordonnées cylindro-polaires
En coordonnées cylindro-polaire {\displaystyle (\rho ,\theta ,z)} il est possible d'introduire la base orthonormée locale {\displaystyle ({\vec {e}}_{\rho },{\vec {e}}_{\theta },{\vec {e}}_{z})}, dans laquelle le vecteur position s'écrit:
{\displaystyle {\vec {r}}=\rho {\vec {e}}_{\rho }+z{\vec {e}}_{z}}.
Par suite le vecteur vitesse s'écrit:
{\displaystyle {\vec {v}}={\frac {d{\vec {r}}}{dt}}={\dot {\rho }}{\vec {e}}_{\rho }+\rho {\frac {d{\vec {e}}_{\rho }}{dt}}+{\dot {z}}{\vec {e}}_{z}},
or {\displaystyle {\frac {d{\vec {e}}_{\rho }}{dt}}={\dot {\theta }}{\vec {e}}_{\theta }}, par suite il vient l'expression
{\displaystyle {\vec {v}}={\dot {\rho }}{\vec {e}}_{\rho }+\rho {\dot {\theta }}{\vec {e}}_{\theta }+{\dot {z}}{\vec {e}}_{z}.}
Le vecteur vitesse se décompose donc en:
- une composante radiale, {\displaystyle {\dot {\rho }}{\vec {e}}_{\rho }}, qui correspond au vecteur vitesse du déplacement le long de la direction de la projection sur le plan polaire du vecteur position;
- une composante orthoradiale, {\displaystyle \rho {\dot {\theta }}{\vec {e}}_{\theta }}, qui correspond au vecteur vitesse d'un mouvement "circulaire instantané" selon un cercle de rayon {\displaystyle \rho } et de centre l'origine du repère;
- une composante axiale, {\displaystyle {\dot {z}}{\vec {e}}_{z}}, qui correspond au vecteur vitesse du déplacement le long de la direction (Oz).

En ce qui concerne le vecteur accélération il s'exprime sous la forme:
{\displaystyle {\vec {a}}={\frac {d{\vec {v}}}{dt}}={\ddot {\rho }}{\vec {e}}_{\rho }+{\dot {\rho }}{\frac {d{\vec {e}}_{\rho }}{dt}}+{\dot {\rho }}{\dot {\theta }}{\vec {e}}_{\theta }+\rho {\ddot {\theta }}{\vec {e}}_{\theta }+\rho {\dot {\theta }}{\frac {d{\vec {e}}_{\theta }}{dt}}+{\ddot {z}}{\vec {e}}_{z}}, or {\displaystyle {\frac {d{\vec {e}}_{\theta }}{dt}}=-{\dot {\theta }}{\vec {e}}_{\rho }}, par suite il vient:
{\displaystyle {\vec {a}}=\left[{\dot {\dot {\rho }}}-\rho {\dot {\theta }}^{2}\right]{\vec {e}}_{\rho }+\left[\rho {\ddot {\theta }}+2{\dot {\rho }}{\dot {\theta }}\right]{\vec {e}}_{\theta }+{\ddot {z}}{\vec {e}}_{z}},
ce qui correspond là encore à une décomposition en trois composantes:
- radiale {\displaystyle \left[{\dot {\dot {\rho }}}-\rho {\dot {\theta }}^{2}\right]{\vec {e}}_{\rho }}, qui s'interprète comme la somme d'une accélération liée à un mouvement rectiligne accéléré selon la direction radiale et la composante normale d'un mouvement circulaire "instantané" de rayon {\displaystyle \rho } et de vitesse angulaire {\displaystyle {\dot {\theta }}};
- orthoradiale {\displaystyle \left[\rho {\ddot {\theta }}+2{\dot {\rho }}{\dot {\theta }}\right]{\vec {e}}_{\theta }}, qui s'interprète comme la somme d'une accélération tangentielle d'un mouvement circulaire de même rayon et vitesse angulaire, et la composante de Coriolis de l'accélération dans le référentiel lié au repère tournant (cf. plus bas paragraphe changement de référentiel).
- axiale {\displaystyle {\ddot {z}}{\vec {e}}_{z}}, qui correspond simplement à l'accélération d'un mouvement rectiligne selon la direction (Oz).

Il est notable que la composante orthoradiale peut aussi s'écrire (et cela est utile pour le théorème du moment cinétique) :
- {\displaystyle (\rho {\ddot {\theta }}+2{\dot {\rho }}{\dot {\theta }}){\vec {e}}_{\theta }={\frac {1}{\rho }}{\frac {d(\rho ^{2}{\dot {\theta }})}{dt}}{\vec {e}}_{\theta }}

### Coordonnées sphériques
En coordonnées sphériques notées {\displaystyle (r,\theta ,\phi )}, où θ est la colatitude et φ l'azimut, auxquelles est associé le repère mobile de base orthonormée {\displaystyle ({\vec {e}}_{r},{\vec {e}}_{\theta },{\vec {e}}_{\phi })}, le vecteur position d'un point matériel s'exprime sous la forme:
{\displaystyle {\vec {r}}=r{\vec {e}}_{r}}.
Le vecteur vitesse s'écrit alors:
{\displaystyle {\vec {v}}={\frac {dr}{dt}}{\vec {e}}_{r}+r{\frac {d{\vec {e}}_{r}}{dt}}}, or {\displaystyle {\frac {d{\vec {e}}_{r}}{dt}}={\dot {\theta }}{\vec {e}}_{\theta }+\sin \theta {\dot {\phi }}{\vec {e}}_{\phi }}, par suite il vient l'expression {\displaystyle {\vec {v}}={\dot {r}}{\vec {e}}_{r}+r{\dot {\theta }}{\vec {e}}_{\theta }+r\sin \theta {\dot {\phi }}{\vec {e}}_{\phi }}.
En coordonnées sphériques, le vecteur vitesse possède une composante radiale ({\displaystyle {\dot {r}}{\vec {e}}_{r}}) et deux composantes orthoradiales suivant {\displaystyle {\vec {e}}_{\theta }} et {\displaystyle {\vec {e}}_{\phi }}. pour un mouvement dans le plan xOy, c'est-à-dire si {\displaystyle \theta =\pi /2}, l'expression du vecteur vitesse est la même que pour un mouvement plan en coordonnées cylindro-polaires.
En dérivant à nouveau, l'accélération s'obtient de la même façon, selon les trois composantes :
{\displaystyle a_{r}=\left({\ddot {r}}-r{\dot {\theta }}^{2}+r{\dot {\varphi }}^{2}\sin ^{2}\theta \right)}
{\displaystyle a_{\theta }=\left(r{\dot {\theta }}^{2}+2{\dot {r}}{\dot {\theta }}-r{\dot {\varphi }}^{2}\sin \theta \cos \theta \right)}
{\displaystyle a_{\varphi }=\left(r{\ddot {\varphi }}\sin \theta +2{\dot {r}}{\dot {\varphi }}\sin \theta +2r{\dot {\varphi }}{\dot {\theta }}\cos \theta \right)}.
On note pour mémoire qu'à longitude bloquée, le mouvement se passe dans le plan méridien, et dans ce plan, on retrouve bien l'accélération calculée dans le paragraphe précédent. Et à colatitude bloquée, on retrouve l'accélération du mouvement circulaire de rayon {\displaystyle R=r\sin(theta)}. Enfin, le terme dans {\displaystyle a_{\varphi }} qui fait intervenir {\displaystyle {\dot {\varphi }}{\dot {\theta }}} représente le couplage de Coriolis.

### Système triple orthogonal
Soit à considérer un repérage par un système triple orthogonal, de coordonnées u1, u2, u3 : bloquant u2 et u3, le point se déplace le long de la ligne u1 variable, dont le vecteur unitaire sera appelé e1. De même pour les lignes u2 variable (de vecteur unitaire e2) et u3 variable (de vecteur unitaire e3).
On dit que le système est triple orthogonal si {e1, e2, e3} forment un trièdre trirectangle.
Bloquant u2 et u3, il apparaît que le point matériel se déplace de M en M' infiniment voisin, dans la direction de e1
{\displaystyle \mathbf {dM} ={\frac {\partial \mathbf {M} }{\partial u_{1}}}du_{1}:=h_{1}du_{1}\mathbf {e} _{1}}
Le paramètre h1 s'appelle paramètre de Lamé. De la même façon, on peut définir les paramètres h2 et h3.
Alors, il apparaît que la vitesse du point M lorsque {u1, u2, u2} varient est :
{\displaystyle \mathbf {v} =h_{1}{\dot {u}}_{1}\mathbf {e} _{1}+h_{2}{\dot {u}}_{2}\mathbf {e} _{2}+h_{3}{\dot {u}}_{3}\mathbf {e} _{3}}
Et puisque le système est orthogonal,
{\displaystyle v^{2}=h_{1}^{2}{\dot {u}}_{1}^{2}+h_{2}^{2}{\dot {u}}_{2}^{2}+h_{3}^{2}{\dot {u}}_{3}^{2}=f(u_{1},u_{2},u_{2},{\dot {u}}_{1},{\dot {u}}_{2},{\dot {u}}_{3})}
On a donc obtenu aisément l'énergie cinétique d'une masse unité, T.
Alors, Euler et Lagrange ont montré que pour obtenir les composantes de l'accélération dans ce repère triple, il suffit d'appliquer la formule :
{\displaystyle 2a_{1}={\frac {d}{dt}}{\frac {\partial T}{\partial {\dot {u}}_{1}}}-{\frac {\partial T}{\partial u_{1}}}}
et de même pour les deux autres composantes.
Exemples d'illustration :

## Cas particuliers importants de mouvements
Le mouvement d'un point matériel par rapport à un référentiel donné peut être caractérisé à l'aide de deux critères :
- la forme de la trajectoire : dans le cas le plus général, elle n'a pas de forme géométrique donnée, et le mouvement est alors dit curviligne. Lorsqu'au contraire la trajectoire est celle d'une ou d'un segment de courbe connue, plane ou gauche, le mouvement est qualifié à partir de la forme de cette courbe :
  - (segment de) droite : mouvement rectiligne ;
  - cercle (ou arc de cercle) : mouvement circulaire ;
  - hélice circulaire : mouvement hélicoïdal ;
  - cycloïde: mouvement cycloïdal, etc.
- la valeur de la vitesse ou de l'accélération du point : si elle est en général quelconque, il arrive:
  - que la valeur de la vitesse soit constante: le mouvement est dit uniforme ;
  - que la valeur de l'accélération soit constante: le mouvement est dit uniformément accéléré.

Ces deux critères sont cumulatif: ainsi un point matériel se mouvant dans un référentiel donné selon une trajectoire correspondant à un cercle, et à vitesse de valeur constante sera en mouvement circulaire et uniforme par rapport à ce référentiel.
La nature du mouvement dépend bien sûr du point matériel considéré comme du référentiel d'étude, par exemple pour une roue de véhicule roulant sans glisser à vitesse de valeur constante:
- le centre de la roue est en mouvement rectiligne et uniforme par rapport à un référentiel lié à la route, tandis qu'un point matériel situé à l'extrémité de cette roue aura un mouvement cycloïdal uniforme;
- par rapport à un référentiel lié à l'essieu, le centre de la roue sera immobile, et un point à extrémité aura un mouvement circulaire uniforme.

### Mouvement rectiligne
Un mouvement est dit rectiligne si la trajectoire du point matériel est une droite (un segment de droite en toute rigueur): par suite dans ce type de mouvement la direction du vecteur vitesse {\displaystyle {\vec {v}}_{M/(R)}} ne varie pas, il est possible de poser par exemple pour un mouvement selon l'axe (Ox) :
{\displaystyle {\vec {v}}_{M/(R)}v_{M}\,{\vec {e}}_{x}}, avec {\displaystyle v_{m}={\frac {dx}{dt}}={\dot {x}}} valeur algébrique de la vitesse
Le cas le plus simple est le mouvement rectiligne uniforme, pour lequel en plus {\displaystyle v_{M}={\text{cte}}=v_{x0}} (et donc {\displaystyle {\vec {v}}_{M}={\overrightarrow {\mathrm {cte} }}}. Par suite, l'équation horaire du mouvement s'obtient sans difficulté par intégration:
{\displaystyle x(t)=v_{x0}t+x_{0}}, {\displaystyle x_{0}} désignant une constante d'intégration (valeur initiale de {\displaystyle x(t)}).
Le deuxième cas particulier de mouvement rectiligne est le mouvement rectiligne uniformément accéléré, pour lequel {\displaystyle {\vec {a}}_{M}={\overrightarrow {\mathrm {cte} }}}, par exemple selon (Ox) {\displaystyle {\vec {a}}_{M}=a_{x0}\,{\vec {e}}_{x}}, {\displaystyle a_{x0}} étant la valeur constante de l'accélération. il vient alors successivement par intégration:
{\displaystyle v_{x}(t)=a_{x0}t+v_{x0}},
{\displaystyle v_{x0}} étant une constante d'intégration correspondant physiquement à la valeur initiale de la vitesse du point, et
{\displaystyle x(t)={\frac {1}{2}}a_{x0}t^{2}+v_{0}t+x_{0}},
{\displaystyle x_{0}} étant une seconde constante d'intégration correspondant à la valeur initiale de {\displaystyle x(t)}.
Ce type de mouvement correspond à celui d'un point matériel en chute libre, c'est-à-dire lâché avec une vitesse verticale de valeur {\displaystyle v_{x0}} dans le champ de pesanteur, en négligeant l'influence des forces de frottements.
La combinaison de deux mouvements, l'un rectiligne uniforme et l'autre rectiligne uniformément accéléré, selon deux directions orthogonales (notées (Ox) et (Oy)) conduit à un mouvement global parabolique et non-uniforme. En effet dans ce cas les équations horaires sont:
{\displaystyle {\begin{cases}x(t)=v_{x0}t+x_{0}\\y(t)={\frac {1}{2}}a_{y0}t^{2}+v_{y0}t+y_{0}\end{cases}}},
et il est possible d'éliminer la date t entre ces deux équations horaires:
{\displaystyle t={\frac {x-x_{0}}{v_{x0}}}} soit {\displaystyle y={\frac {1}{2}}a_{y0}{\frac {\left(x-x_{0}\right)^{2}}{v_{x0}^{2}}}+{\frac {v_{y0}}{v_{x0}}}\left(x-x_{0}\right)+y_{0}},
qui est l'équation cartésienne d'une parabole (physiquement, il s'agira d'un arc de parabole) de sommet {\displaystyle S\left(-{\frac {v_{x0}v_{y0}}{a_{y0}}},y_{0}-{\frac {v_{y0}^{2}}{2a_{y0}}}\right)}.
Ce type de trajectoire correspond à celle du mouvement balistique d'un point matériel dans un référentiel terrestre (ou en général "planétaire"), c'est-à-dire au mouvement sous la seule influence du champ de pesanteur {\displaystyle {\vec {g}}=g{\vec {e}}_{y}}, donc avec {\displaystyle a_{y0}=g={\text{cte}}}, le point matériel étant lancé avec la vitesse initiale {\displaystyle {\vec {v}}_{0}=v_{x0}{\vec {e}}_{x}+v_{y0}{\vec {e}}_{y}} depuis la position initiale de coordonnées {\displaystyle (x_{0},y_{0})}.

### Mouvement circulaire
Le mouvement d'un point matériel est dit circulaire si sa trajectoire dans un référentiel donné est un cercle (ou un arc de cercle) de centre noté O et de rayon R. Le mouvement circulaire peut être uniforme ou non-uniforme.
Les coordonnées polaires dans le plan de la trajectoire sont les plus adaptées pour décrire ce type de mouvement. Le vecteur position du point matériel est donné par {\displaystyle {\vec {r}}=R{\vec {e}}_{\rho }}, par suite il vient d'après les expressions précédentes pour les vecteurs vitesse et accélération :
{\displaystyle {\vec {v}}=R{\dot {\theta }}{\vec {e}}_{\theta }=R\omega (t){\vec {e}}_{\theta }}, où {\displaystyle \omega (t)={\dot {\theta }}} est la vitesse angulaire du point M. Si {\displaystyle \omega (t)={\text{cte}}}, le mouvement est circulaire uniforme.
{\displaystyle {\vec {a}}=-R\omega ^{2}{\vec {e}}_{\rho }+R{\dot {\omega }}{\vec {e}}_{\theta }}, or pour une trajectoire circulaire R est (par définition) égal au rayon de courbure en tout point, et {\displaystyle {\vec {T}}={\vec {e}}_{\theta }}, {\displaystyle {\vec {N}}=-{\vec {e}}_{\rho }} il vient pour les composantes tangentielles et normales de l'accélération, qui sont confondues avec les composantes orthonormales et (au signe près) radiales, les expressions suivantes :
{\displaystyle {\vec {a}}_{T}=R{\dot {\omega }}{\vec {T}}}, si le mouvement est en plus uniforme, {\displaystyle {\dot {\omega }}=0} et cette composante est nulle ;
{\displaystyle {\vec {a}}_{N}=R\omega ^{2}{\vec {N}}}, l'accélération normale est centripète, et dans le cas du mouvement uniforme l'accélération est purement normale.

### Mouvement hélicoïdal

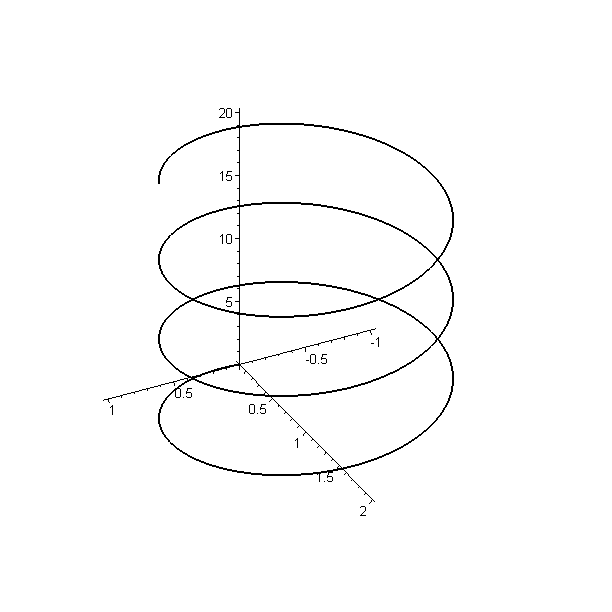
Trajectoire dans le cas d'un mouvement hélicoïdal uniforme.

Le mouvement hélicoïdal d'un point matériel correspond au cas où la trajectoire est une hélice. En règle générale il s'agit d'une hélice circulaire. Ce type de mouvement résulte de la combinaison d'un mouvement circulaire et d'un mouvement rectiligne selon une direction (le plus souvent notée (Oz)) perpendiculaire au plan de cette trajectoire. Si les deux mouvements sont uniformes, l'hélice possède un pas constant.
Compte tenu du rôle particulier de l'axe de l'hélice il est possible d'utiliser les coordonnées cylindro-polaires pour décrire ce type de mouvement. Le rayon R de l'hélice est constant, par suite le vecteur accélération s'écrit dans le cas de ce type de mouvement:
{\displaystyle {\vec {a}}=-R{\dot {\theta }}^{2}{\vec {e}}_{\rho }+R{\ddot {\theta }}{\vec {e}}_{\theta }+{\ddot {z}}{\vec {e}}_{z},}
le vecteur vitesse s'écrivant lui:
{\displaystyle {\vec {v}}=R{\dot {\theta }}{\vec {e}}_{\theta }+{\dot {z}}{\vec {e}}_{z}.}
Dans le cas particulier important où le mouvement est uniforme, {\displaystyle {\dot {\theta }}=\omega _{0}{\text{ = cste}}} et {\displaystyle {\dot {z}}=v_{0}{\text{ = cste}}}, par suite les expressions précédentes se simplifient en:
{\displaystyle {\vec {a}}=-R\omega _{0}^{2}{\vec {e}}_{\rho },}
et
{\displaystyle {\vec {v}}=R\omega _{0}{\vec {e}}_{\theta }+v_{0}{\vec {e}}_{z},}
Par intégration, le vecteur position devient:
{\displaystyle {\vec {r}}(t)=R{\vec {e}}_{\rho }+\left[z_{0}+v_{0}t\right]{\vec {e}}_{z},}
en notant z0 la valeur initiale de z.
Les équations horaires du mouvement peuvent être facilement obtenu en exprimant {\displaystyle {\vec {e}}_{\rho }} dans la base orthonormale associée au repère Oxy lié au référentiel d'étude, soit {\displaystyle {\vec {e}}_{\rho }=\cos \theta {\vec {e}}_{x}+\sin \theta {\vec {e}}_{y}} avec ici {\displaystyle \theta (t)=\omega _{0}t}.
En notant x0 et y0 les valeurs initiales respectives de x et y il vient:
{\displaystyle \left\{{\begin{matrix}x(t)=x_{0}+R\left(\cos(\omega _{0}t)-1\right)\\y(t)=y_{0}+R\sin(\omega _{0}t)\\z(t)=z_{0}+v_{0}t\end{matrix}}\right.}
Comme le mouvement hélicoïdal est ici uniforme, le mouvement circulaire dans le plan Oxy est périodique de période {\displaystyle {\tfrac {2\pi }{\omega _{0}}}}, et le mouvement global possède la même périodicité. On appelle pas de l'hélice la distance parcourue le long de l'axe pendant la période T, soit en l'espèce:
{\displaystyle p=2\pi {\frac {v_{0}}{\omega _{0}}}.}

## Changement de référentiel
La nature du mouvement d'un point matériel et la forme de la trajectoire dépendent du référentiel choisi. Le mouvement par rapport à un référentiel donné (R) étant connu, il est possible de déterminer sa nature par rapport à un autre référentiel (R'). Pour cela il faut disposer des expressions de la vitesse et de l'accélération du point matériel par rapport à (R'), en fonction de celles qu'on connaît dans (R), et des paramètres déterminant le mouvement du référentiel (R') par rapport à (R).
Le repère d'espace associé au référentiel (R) est noté Oxyz, celui qui est associé au référentiel (R'), en mouvement par rapport à (R), est noté O'x'y'z'. Si M est la position du point matériel, {\displaystyle {\vec {r}}={\overrightarrow {OM}}} et {\displaystyle {\vec {r}}'={\overrightarrow {OM}}'} correspondent aux vecteurs position de M par rapport à (R) et (R'), respectivement. En mécanique classique, le temps présente un caractère absolu, c'est-à-dire que les horloges associées à chacun des deux référentiels, pour lequel une origine des dates communes est choisie, indiquent la même date dans (R) et (R'), quels que soient leurs mouvements relatifs, par suite {\displaystyle t=t'}.
Le mouvement le plus général du référentiel (R') par rapport au référentiel (R) est la combinaison:
- du mouvement de son origine O' par rapport à (R) ;
- de la variation de l'orientation des axes du repère d'espace associé, décrite par le vecteur rotation instantanée {\displaystyle {\vec {\omega }}_{R'/R}}, qui est tel que {\displaystyle {\frac {d{\vec {e}}_{x'}}{dt}}={\vec {\omega }}_{R'/R}\wedge {\vec {e}}_{x'}} (et les formules correspondantes pour {\displaystyle {\vec {e}}_{y'}} et {\displaystyle {\vec {e}}_{z'}}).

### Composition des vitesses
Le vecteur position de M dans (R) est donné par {\displaystyle {\vec {r}}={\overrightarrow {OM}}={\overrightarrow {OO'}}+{\overrightarrow {O'M}}}, par suite il vient pour le vecteur vitesse du point matériel dans (R) :
{\displaystyle {\vec {v}}_{M/R}=\left({\frac {d{\overrightarrow {OM}}}{dt}}\right)_{(R)}=\left({\frac {d{\overrightarrow {OO'}}}{dt}}\right)_{(R)}+\left({\frac {d{\overrightarrow {O'M}}}{dt}}\right)_{(R)}}, or {\displaystyle \left({\frac {d{\overrightarrow {OO'}}}{dt}}\right)_{(R)}={\vec {v}}_{O'/R}}.
Par ailleurs {\displaystyle {\overrightarrow {O'M}}} est le vecteur position de M dans (R') qui s'écrit dans la base du repère d'espace associé à ce référentiel: {\displaystyle {\overrightarrow {O'M}}=x'{\vec {e}}_{x'}+y'{\vec {e}}_{y'}+z'{\vec {e}}_{z'}}, par suite : {\displaystyle \left({\frac {d{\overrightarrow {O'M}}}{dt}}\right)_{(R)}={\dot {x'}}{\vec {e}}_{x'}+{\dot {y'}}{\vec {e}}_{y'}+{\dot {z'}}{\vec {e}}_{z'}+x'{\vec {\omega }}_{R'/R}\wedge {\vec {e}}_{x'}+y'{\vec {\omega }}_{R'/R}\wedge {\vec {e}}_{y'}+z'{\vec {\omega }}_{R'/R}\wedge {\vec {e}}_{z'}={\vec {v}}_{M/R'}+{\vec {\omega }}_{R'/R}\wedge {\vec {r'}}}.
Finalement, la formule de composition des vitesses se met sous la forme:
où {\displaystyle {\vec {v}}_{e}={\vec {v}}_{O'/R}+{\vec {\omega }}_{R'/R}\wedge {\vec {r'}}} est la vitesse d'entrainement de M par rapport à (R), qui est la somme d'un terme lié au déplacement de l'origine du repère d'espace associé à (R') et d'un terme traduisant le changement d'orientation de ce repère.

### Composition des accélérations
Le vecteur accélération de M dans (R) s'obtient en dérivant le vecteur vitesse {\displaystyle {\vec {v}}_{M/R}} par rapport au temps, dans ce référentiel:
{\displaystyle {\vec {a}}_{M/R}=\left({\frac {d{\vec {v}}_{M/R}}{dt}}\right)_{(R}=\left({\frac {d}{dt}}\left[{\vec {v}}_{O'/R}+{\vec {\omega }}_{R'/R}\wedge {\vec {r'}}+{\vec {v}}_{M/R'}\right]\right)_{(R)}},
or il vient aussitôt:
{\displaystyle \left({\frac {d{\vec {v}}_{M/R'}}{dt}}\right)_{(R)}={\vec {a}}_{M/R'}+{\vec {\omega }}_{R'/R}\wedge {\vec {v}}_{M/R'}},
et
{\displaystyle \left({\frac {d{\vec {r'}}}{dt}}\right)_{(R)}={\vec {v}}_{M/R'}+{\vec {\omega }}_{R'/R}\wedge {\vec {r'}}}.
Finalement, la loi de composition des accélérations se met sous la forme:
avec:
- l'accélération d'entraînement {\displaystyle {\vec {a}}_{e}={\vec {a}}_{O'/R}+{\vec {\omega }}_{R'/R}\wedge \left({\vec {\omega }}_{R'/R}\wedge {\vec {r'}}\right)+{\frac {d{\vec {\omega }}_{R'/R}}{dt}}\wedge {\vec {r'}}},
- l'accélération de Coriolis {\displaystyle {\vec {a}}_{c}=2{\vec {\omega }}_{R'/R}\wedge {\vec {v}}_{M/R'}}.